# Nécropole nationale de Tracy-le-Mont
La nécropole nationale de Tracy-le-Mont est un cimetière militaire  de la Première Guerre mondiale situé sur le territoire de la commune de Tracy-le-Mont dans le département de l'Oise.

## Historique
La nécropole nationale de Tracy-le-Mont, créée en 1920. Les dépouilles de soldats provenant des cimetières de Beaulieu-les-Fontaines, Berry, Confrécourt, Nampcel, Ognolles, Saint-Crépin-aux-Bois et des cimetières militaires du « Poste Picard », du « Point T », de « l'Ecafaut », des « Bretons » et des « Zouaves » y ont été rassemblées.
En 1973, des corps exhumés du carré militaire du cimetière communal de Tracy-le-Mont y ont été transférés.

## Caractéristiques
Le cimetière militaire français est situé en bordure d'une petite route, avant d'arriver au village en provenance de la ferme de Quennevières. Cette nécropole de 1,36 ha compte 3 196 corps dont 1 313 en ossuaire. Se trouve également dans la nécropole la tombe d'un soldat français tué au cours de la Seconde Guerre mondiale.